# Dobrava, Izola
Dobrava este o localitate din comuna Izola, Slovenia, cu o populație de 240 de locuitori.